# Бурковцы (Киевская область)
Бу́рковцы (укр. Бурківці) — село, входит в Белоцерковский район Киевской области Украины.
Население по переписи 2001 года составляло 571 человек. Почтовый индекс — 09811. Телефонный код — 4560. Занимает площадь 2,207 км².

## Местный совет
09811, Киевская область, Белоцерковский район, с. Бурковцы, тел. 2-44-42.